# 小原田検車区
小原田検車区（おはらたけんしゃく）は、和歌山県橋本市小原田にある南海電気鉄道の車両基地。
南海高野線の御幸辻駅 - 橋本駅間に位置する本区のほか、以下の支区をもつ。
- 千代田検車支区 - 大阪府河内長野市、千代田駅 - 河内長野駅間に設置、千代田工場併設。

## 概要
南海高野線の河内長野 - 橋本間の複線化に伴う車両の増加に対応するため、1990年（平成2年）1月26日に着工し、1996年（平成8年）11月15日に完成し、同年11月24日のダイヤ改正から運用を開始した。この複線化工事にあたっては新車庫の建設も含まれており、当初は紀伊清水駅付近に建設する予定であった。しかし、地元の反対など問題点が多かったため小原田地区に車庫を建設することになった経緯がある。開設に伴い、従来千代田検車区の所属であった高野線の車両は当検車区の所属となった。業務内容としては、高野線所属車両の状態機能検査、列車検査（特急形車両・ズームカー中心）、随修作業を行う。
2005年の検車区再編に伴い、千代田検車区が当区の支区として統合された。
施設諸元。
- 敷地面積：35400m2
- 線路有効長：3394m（15線）
- 収容能力：100両
- ピット線：3線（10両編成対応）
- 建物面積：6556.79m2
  - 検車棟（3階建）、随修庫（2階建）、乗務員合宿所・信号扱所（3階建）、その他付属建物がある。

## 所属車両

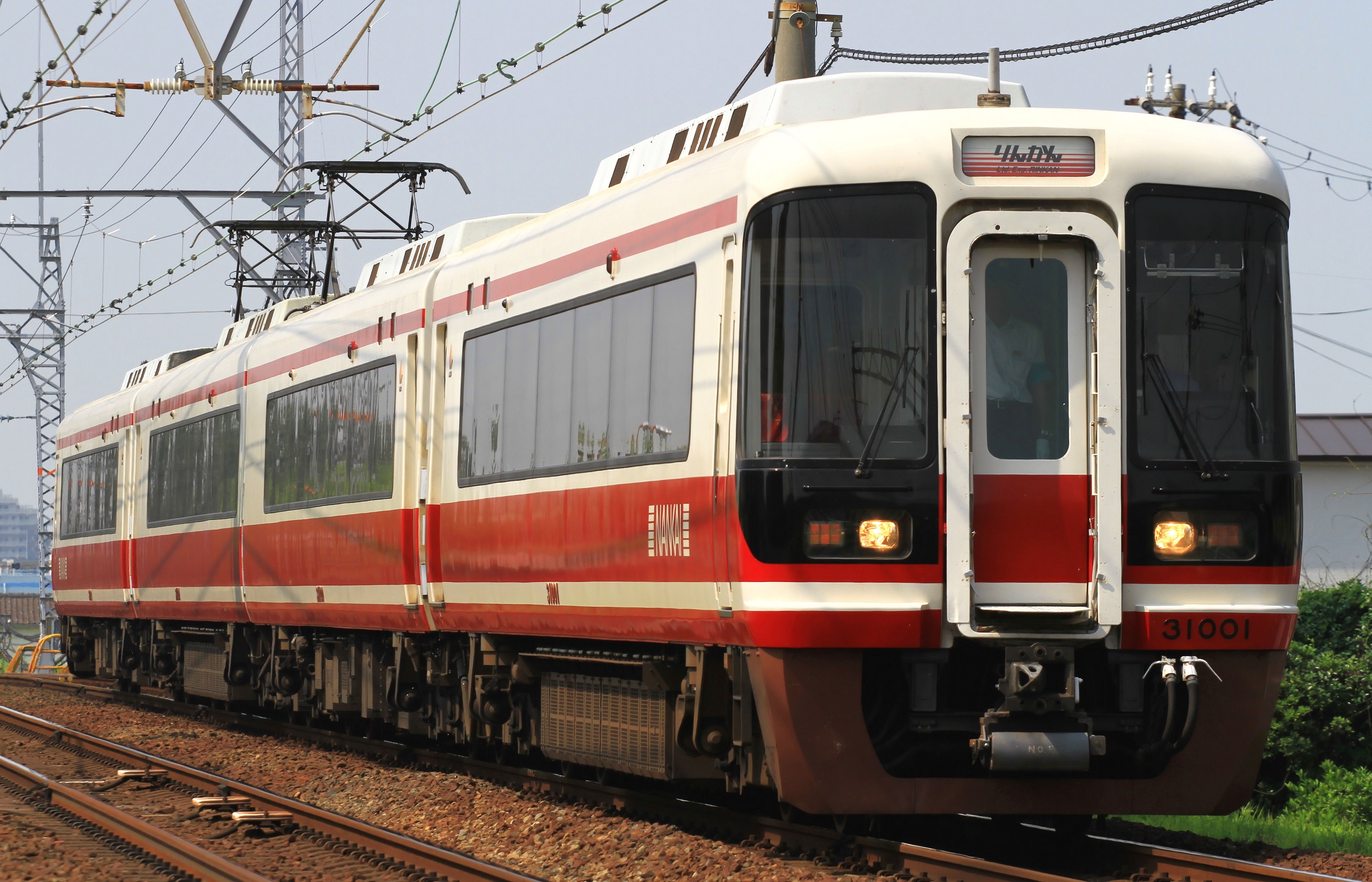
31000系
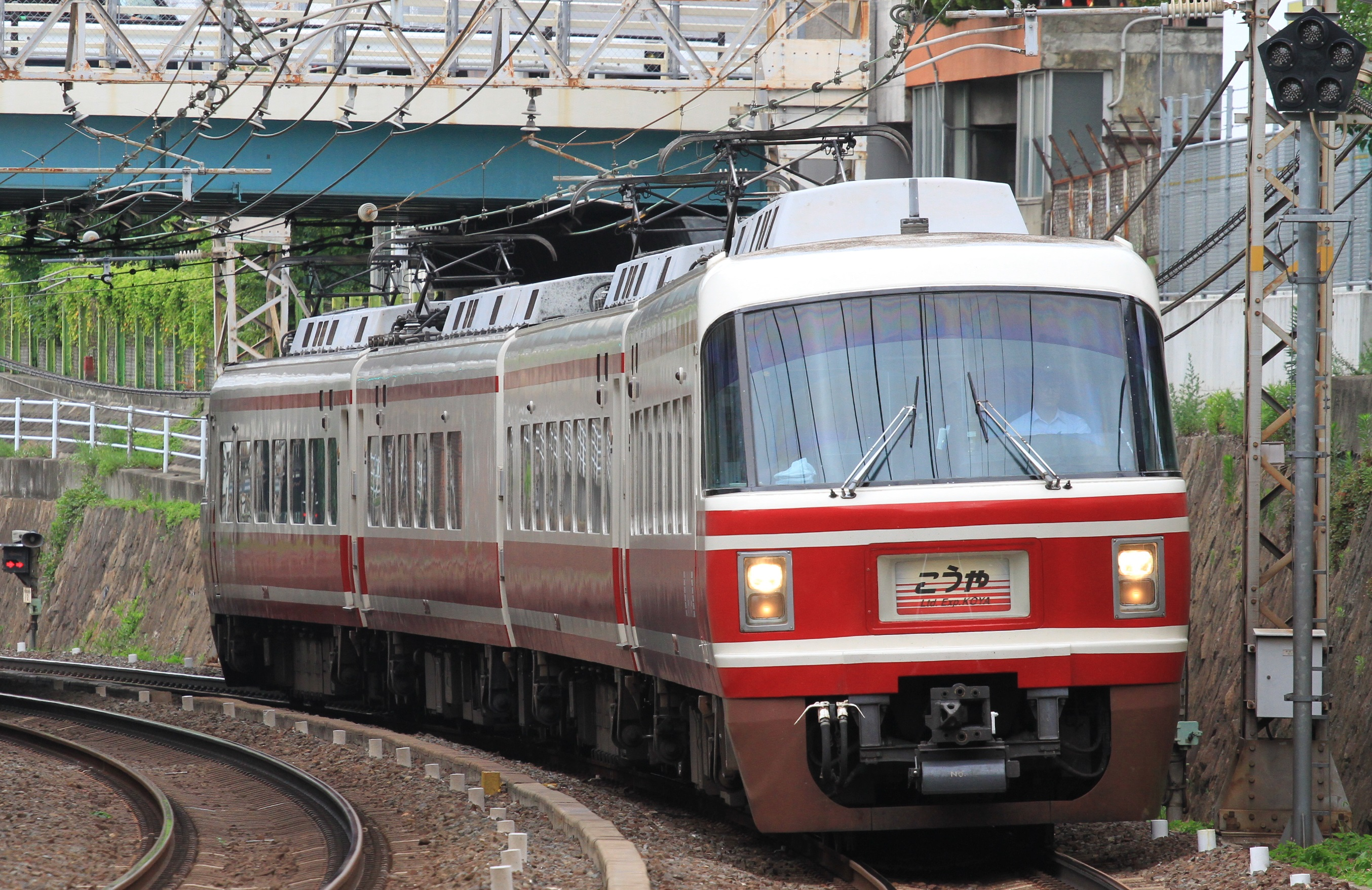
30000系
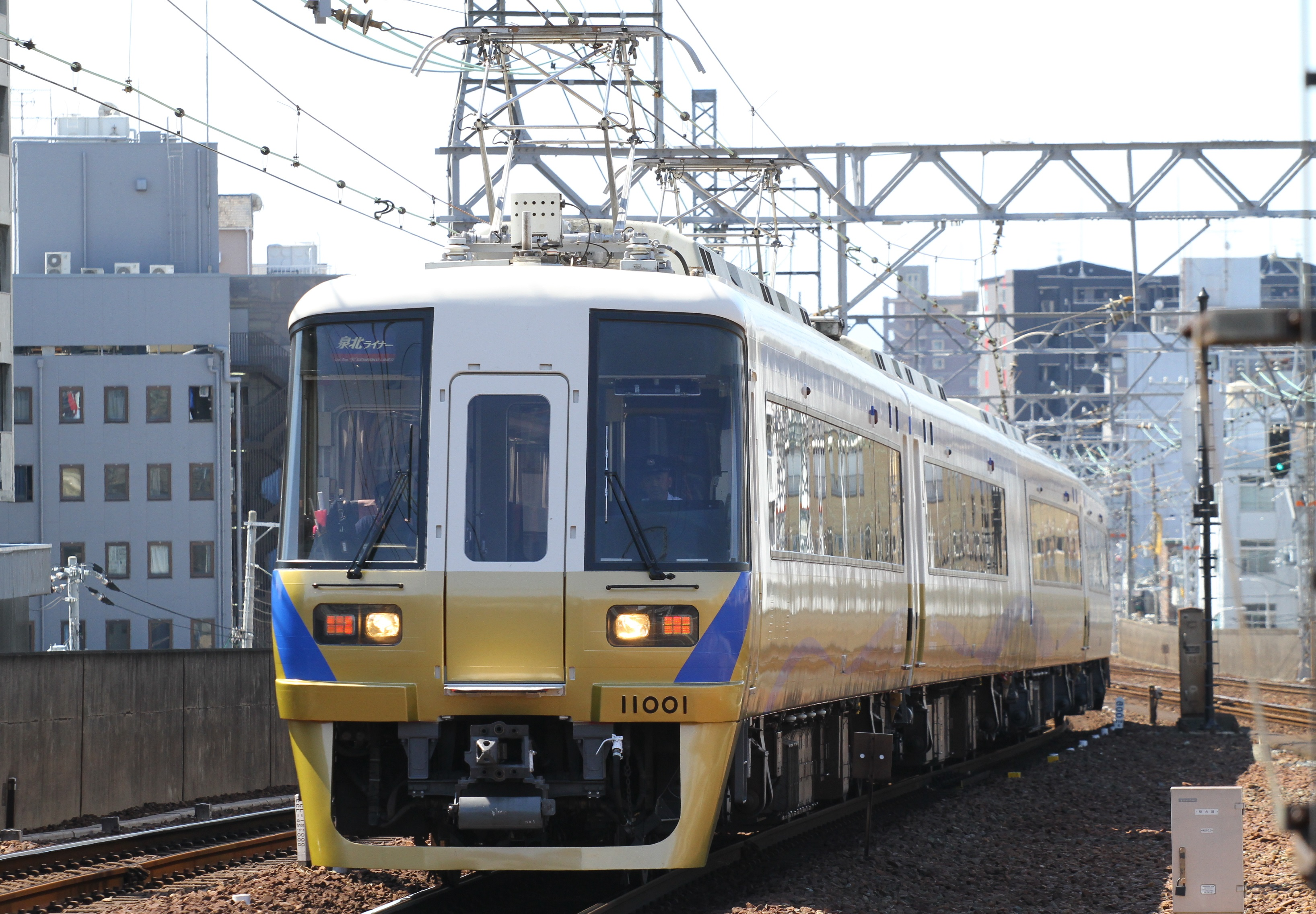
11000系「泉北ライナー」
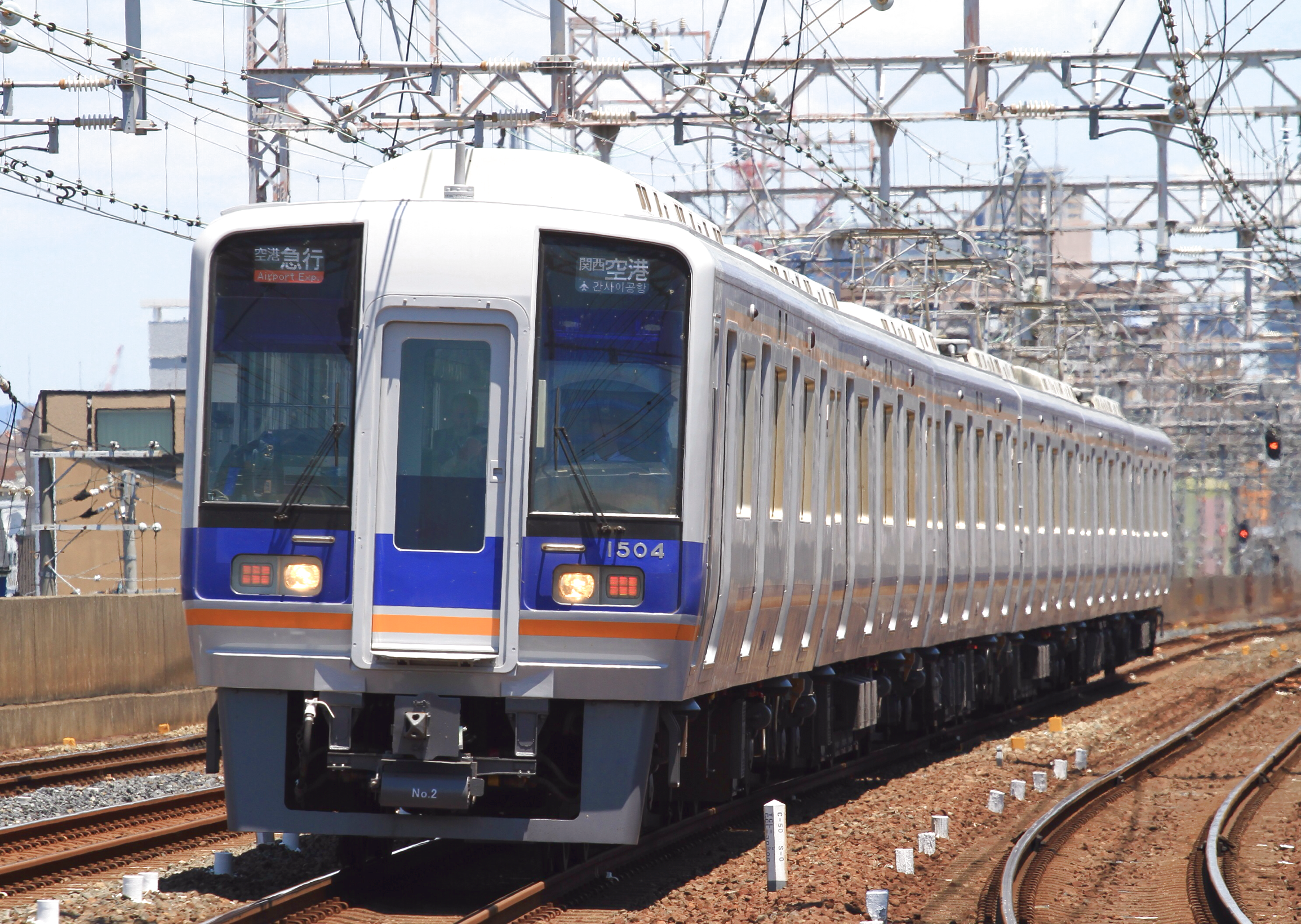
11000系
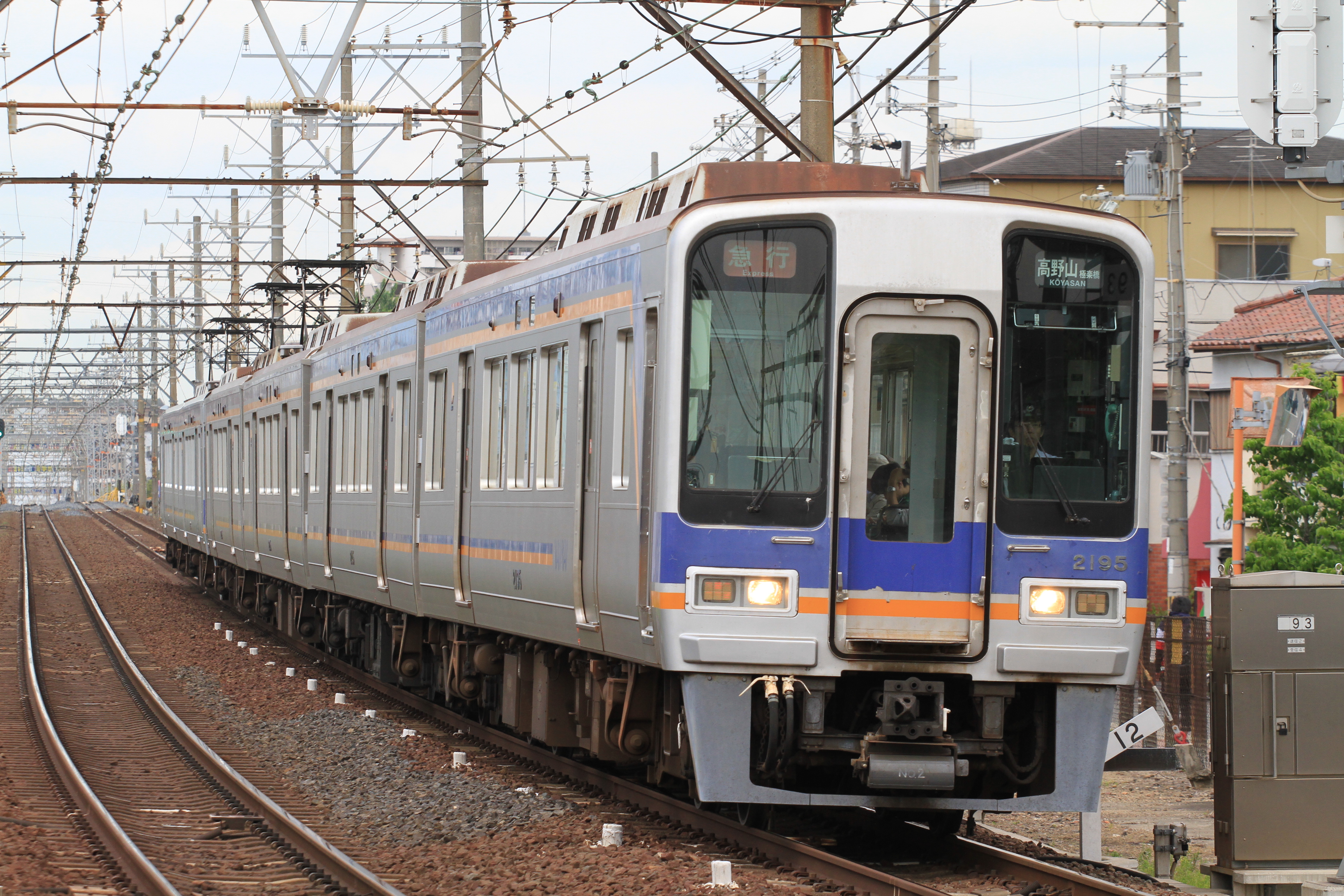
1000系 (2代)
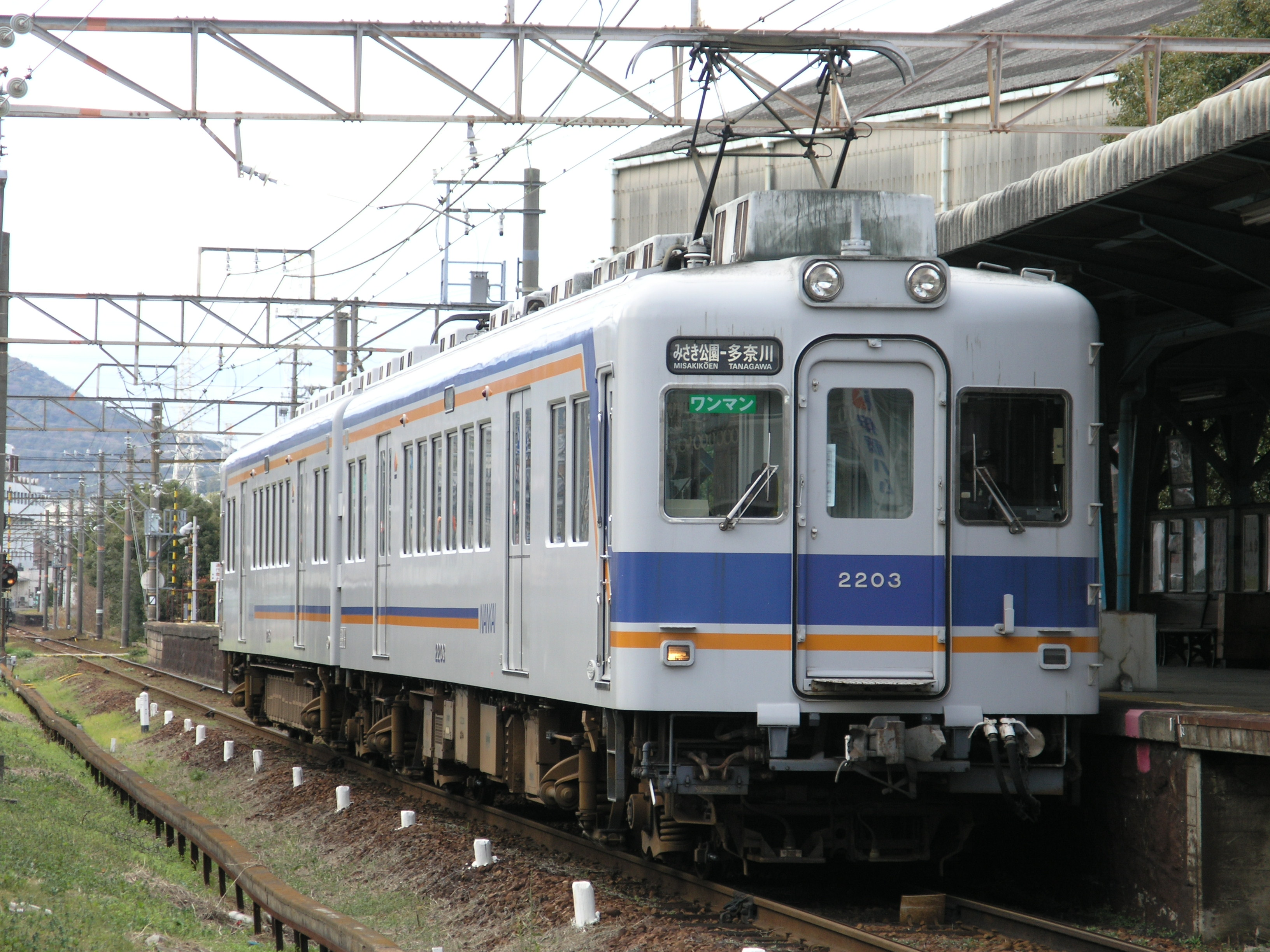
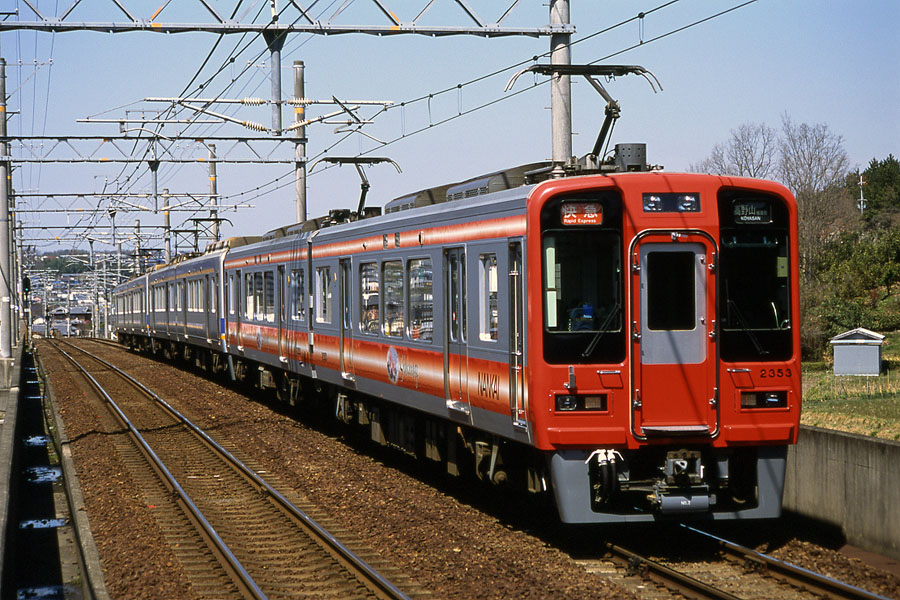
2000系
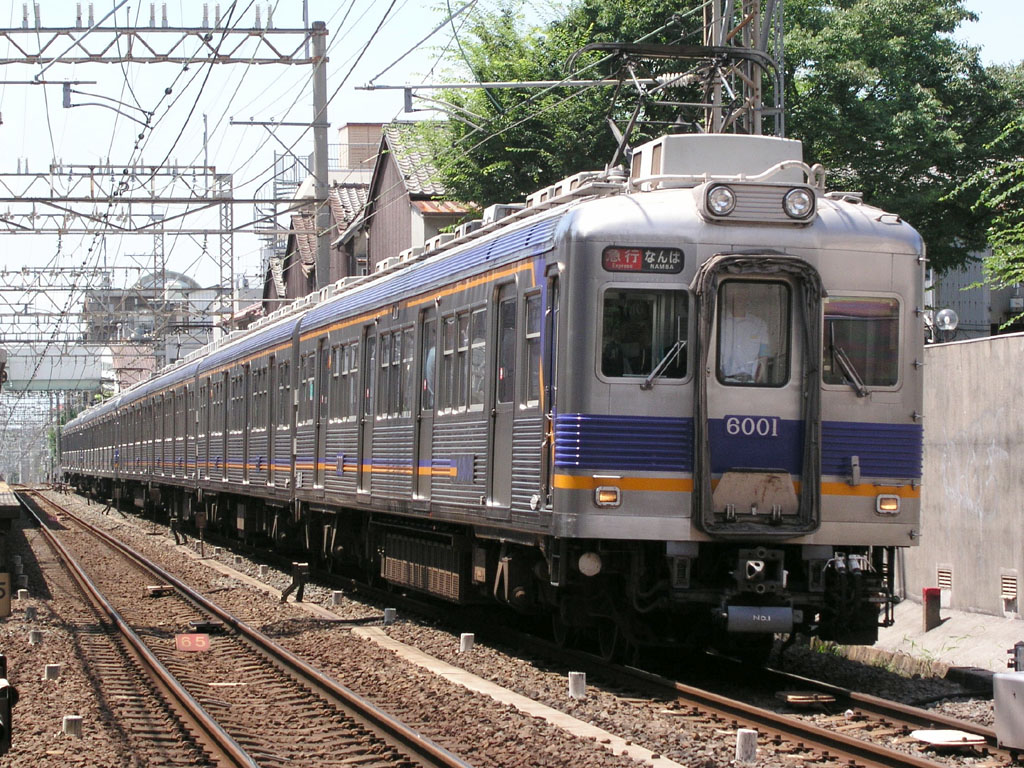
2200系：「天空」用の車両のみ所属、汐見橋線用の車両は住ノ江検車区所属。
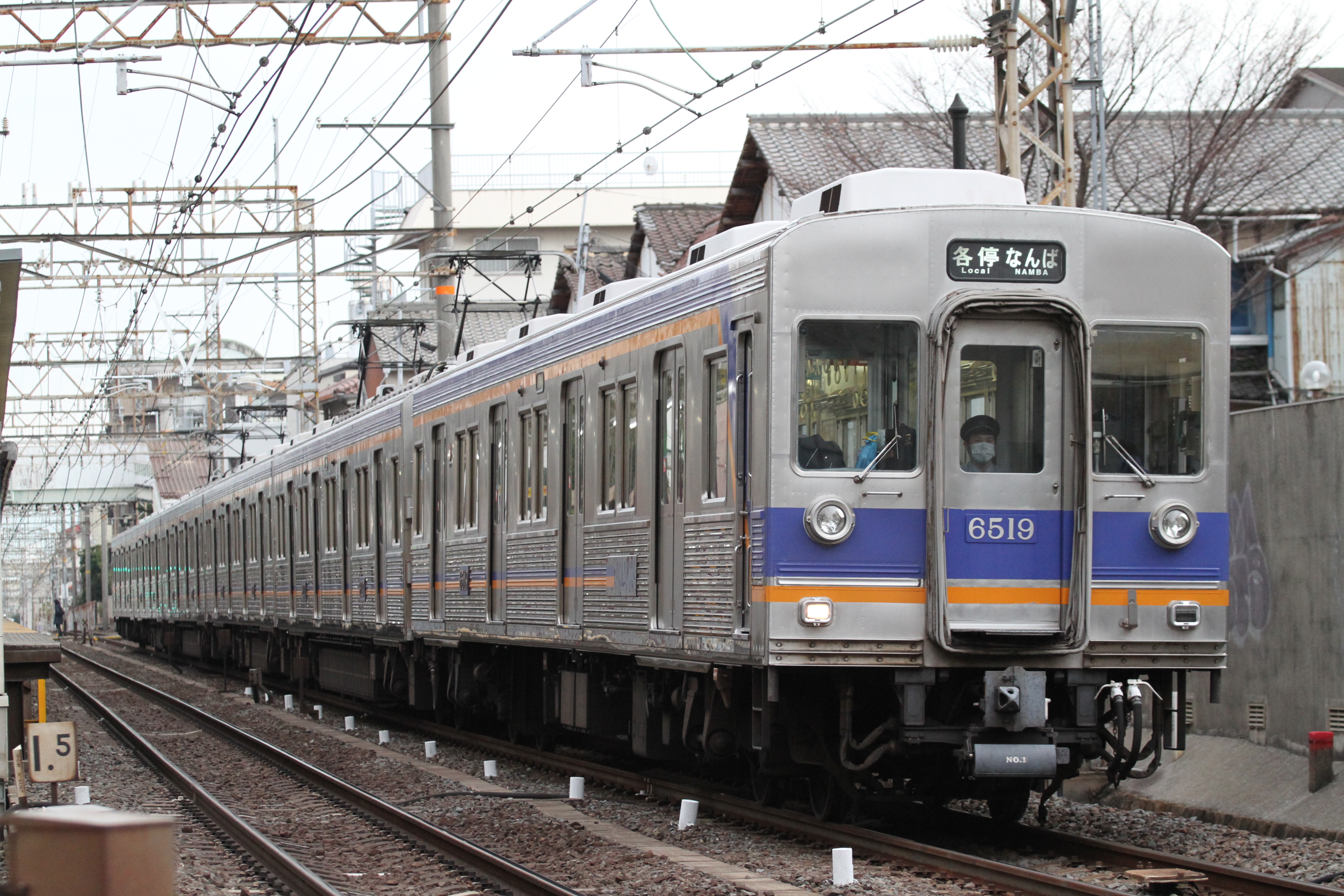
2300系
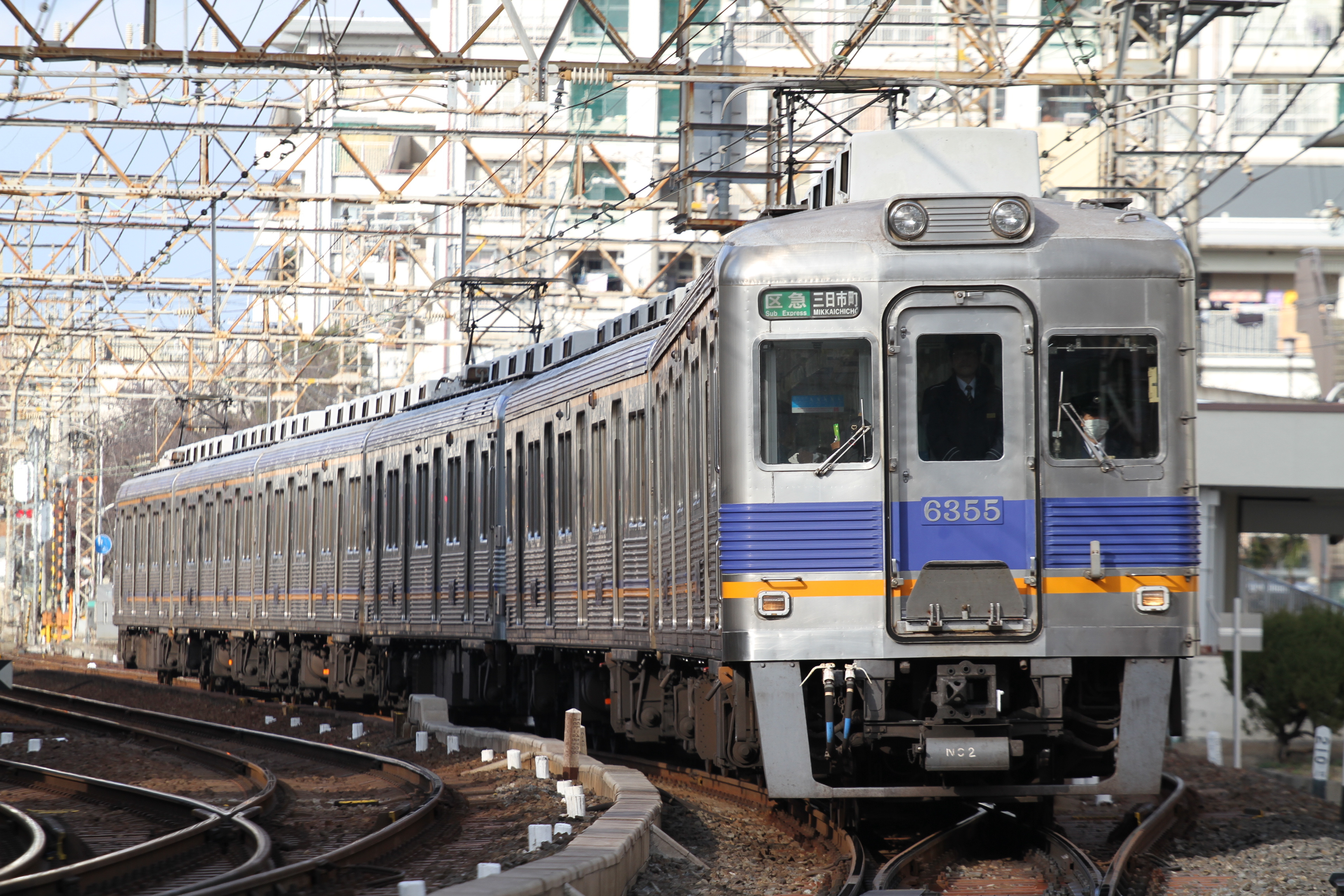
6000系
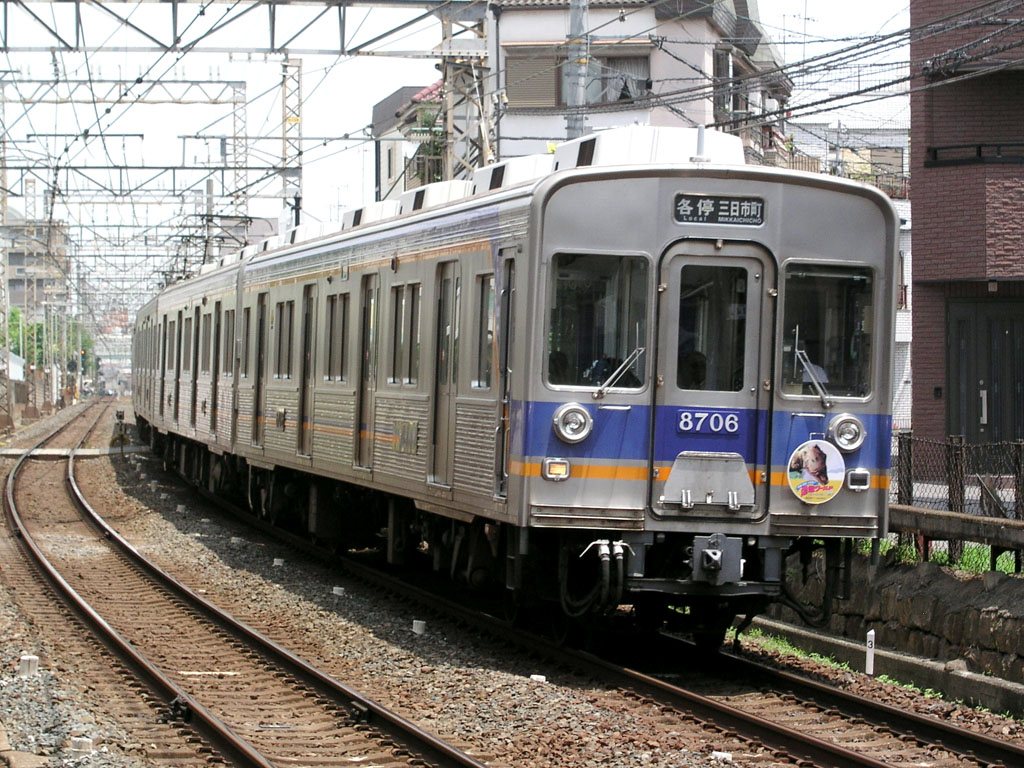
6200系
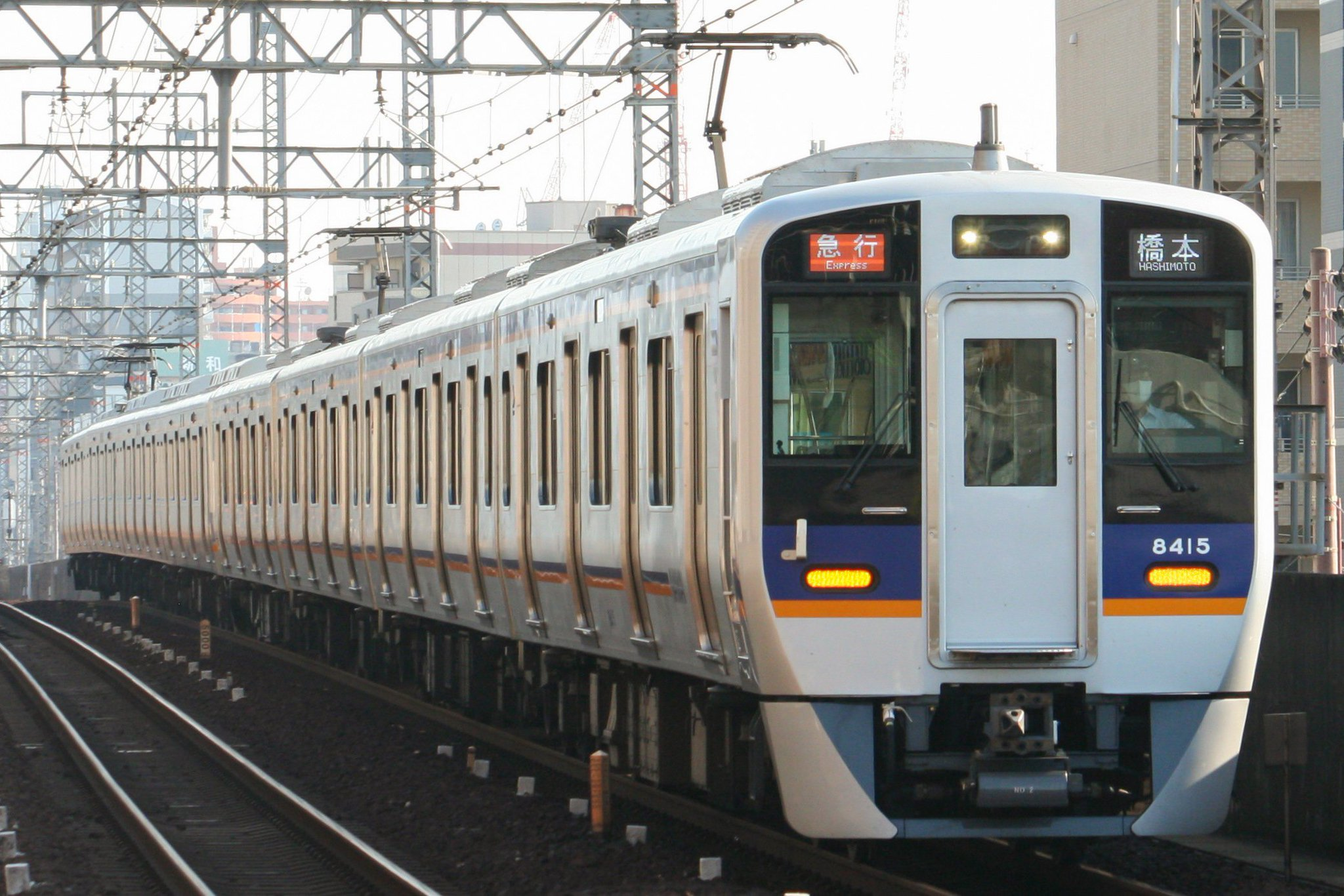
6300系
- 8200系（現・6200系50番台）
- 8300系

- 31000系
- 30000系
- 11000系「泉北ライナー」
- 1000系
- 2000系
- 2300系
- 6000系
- 6200系
- 6300系
- 8200系
- 8300系

## 事故
- 2022年5月27日 - 営業運転を終えた30000系（特急「こうや」、特急「りんかん」）が、翌日使用の入れ替えを行っていた際、構内運転士が信号確認を怠ったのが原因で脱線。ポイントと車両の台車・床下機器・窓ガラスが破損した、構内運転士にケガは無し[8]。27日始発から構内で他の特急車両が動かせない為2000系を代替車両として使用し全車自由席で通常特急時刻で営業運転した[9]。当初は29日まで運休とされていたが30日も損傷車両の移動が完了しておらず運休することが決まった。31日からは他の特急車両での営業運転を再開したが、一部の列車については一般車両での自由席特急の運行が続いている。2023年5月1日より当該車両は台車更新のうえ運用復帰した。